# أرثور نزاريان
أرثور نزاريان من مواليد العام 1951 ميلادي، رجل أعمال لبناني من أصل أرمني، وعضو في البرلمان اللبناني ووزير سابق لأكثر وزارة.

## في السياسة
انتخب بعام 2009 نائباً عن بيروت عن مقعد الأرمن الأرثوذكس بعدما رشّحه حزب الطاشناق عن الدائرة الثانية في المدينة.
وكان سابقا قد شغل منصب وزير البيئة في حكومة الرئيس سليم الحص بعهد الرئيس إميل لحود من العام 1998 إلى العام 2000. كما شغل منصب وزير السياحة في الحكومة اللبنانية. كما تولى وزارة الطاقة والمياه من فبراير 2014 إلى ديسمبر 2016 وذلك في حكومة الرئيس تمام سلام بعهد الرئيس ميشال سليمان.